# Ээнпалу, Каарел
Каарел Ээнпалу (эст. Kaarel Eenpalu; до 1935 — Карл Эйнбунд эст. Karl August Einbund; 26 мая 1888, волость Веснери, Дерптский уезд, Лифляндская губерния — 27 января или 28 января 1942, Вятлаг) — эстонский политик и государственный деятель.

## Образование и служба в русской армии
Окончил частную гимназию Треффнера. В 1909—1914 годах изучал право в Юрьевском университете (ныне — Тартуский университет), окончил Московский университет. В студенческие годы занимался журналистикой, входил в состав редакционной коллегии газеты «Постимеэс». Участвовал в Первой мировой войне, в 1917 году окончил Павловское военное училище. В 1917—1918 годах командовал сформированным под его руководством 5-м батальоном 1-й эстонской артиллерийской бригады.

## Участие в Освободительной войне
С 1918 года участвовал в Освободительной войне. В 1918 году возглавил батальон, сформированный из учащихся старших классов средних школ Тарту. В 1919 году — командир 7-й батареи эстонского артиллерийского полка.

## Эстонский политик
В 1919 — член Учредительного собрания. В 1919—1920 — государственный контролёр. В 1920 — главный редактор газеты Tallinna Teataja. Входил в состав Народной партии, с 1923 участвовал в деятельности Объединения аграриев.
В 1920, 1921—1924 и 1924—1926 — министр внутренних дел. В 1924 был главным редактором газеты Kaja. В 1926—1932, 1933—1934 — председатель Государственного собрания (Рийгикогу), член Рийгикогу пяти созывов. В июле — ноябре 1932 — государственный старейшина (глава государства). В 1934—1938 — вновь министр внутренних дел, инициатор процесса «эстонизации» имён и фамилий граждан страны. В 1938—1940 — депутат Государственного представительного собрания. В 1938—1939 — премьер-министр. В 1939—1940 — генеральный директор государственной компании Eesti Fosforiit.
В 1930—1932 годах возглавлял молодёжную организацию «Нооред Коткад». В 1930—1935 годах был председателем Эстонско-польского общества, в 1932 году — председатель Палаты сельского хозяйства. В 1923—1940 — член Эстонского олимпийского комитета. Почётный член совета офицеров 2-го артиллерийского полка.

## Арест, лагерь, смерть
В 1940 был арестован на своём хуторе. Был приговорён к длительному сроку лишения свободы и отправлен в лагерь. Русский театральный деятель в Эстонии Степан Рацевич, находившийся вместе с ним в заключении, оставил две его характеристики. Первая относится к лету 1941: 

Держался он с достоинством, ни на минуту не забывая, что в прошлом он член правительства, лидер самой влиятельной земледельческой партии. Его постоянно окружала молодёжь, оберегая от излишних забот в тюремной жизни.

Вторая характеристика относится к началу 1942. Тогда Ээнпалу, одетый в телогрейку с чужого плеча, худой и бледный, содержался в Вятлаге, где работал банщиком. Он рассказал Рацевичу, что 

работать приходится круглые сутки. Работяги моются с вечера до поздней ночи, а с утра лагерные «придурки». Отдыхаю лишь несколько часов днём. Не знаю, кому из нас труднее: вам в лесу, но на свежем воздухе, или мне здесь в этом зловонном вертепе дышать испарениями грязных тел и сырым воздухом. Чувствую себя плохо. Грудь болит, кашель душит. Ходил к врачу, а так как температура небольшая, постоянно тридцать семь с небольшим, в стационар не кладут, глотаю порошки, ничего не помогает…

Через неделю после этого разговора Ээнпалу заболел крупозным воспалением лёгких, а ещё через неделю скончался.
Вошёл в составленный в 1999 году по результатам письменного и онлайн-голосования список 100 великих деятелей Эстонии XX века.

## Семья
Жена — Линда Марие (1890—1967) — председатель Таллинского женского клуба и Экономической палаты, член Государственного совета. В 1941 арестована, до 1956 находилась на поселении в Томской области. В семье было четверо дочерей. Две дочери были вместе с матерью депортированы в Томскую область, где пробыли 15 лет, ещё две избежали депортации и уехали в Германию в 1944.